# 34241 Skylerjones
34241 Skylerjones este o planetă minoră (asteroid), cu un diametru de 5,974 km, din centura de asteroizi. A fost descoperită pe 28 august 2000 la Experimental Test Site⁠(d) de Lincoln Near-Earth Asteroid Research. 
Obiectul prezintă o orbită caracterizată de o semiaxă mare de 3,0614599 UAi, o excentricitate de 0,18, o înclinație de 5,53557 ° în raport cu ecliptica.